# Augustus Addison Gould
Augustus Addison Gould (New Ipswich (New Hampshire), 23 april 1805 – Boston (Massachusetts), 15 september 1866) was een Amerikaans concholoog en malacoloog.
In 1825 behaalde Gould zijn diploma aan de Harvard-universiteit en in 1830 zijn doctoraat in de geneeskunde. Hij vestigde zich in Boston waar hij zich wijdde aan de uitoefening van de geneeskunde en genoot uiteindelijk een grote reputatie door zijn geneeskundige expertise. Hij was voorzitter van de Massachusetts Medical Society en hield de geboorten en sterfgevallen van de staat bij.
Als concholoog genoot hij wereldwijde bekendheid en hij was een van de pioniers van de Amerikaanse wetenschap. Zijn publicaties in het tijdschrift van de Boston Society of Natural History en andere tijdschriften vullen vele pagina's.
Samen met Louis Agassiz, publiceerde hij The Principles of Zoology (2e editie 1851). Hij bewerkte verder The Terrestrial and Airbreathing Mollusks (1851–1855) van Amis Binney en vertaalde Lamarcks Gerea of Shells (1833).
Zijn twee belangrijkste wetenschappelijke werken zijn Mollusca and Shells (uitgave XII, 1852) en The Report on the Invertebrata (1841).
Gould was een corresponderend lid van alle prominente Amerikaanse wetenschappelijke verenigingen, evenals vele in Europa, zoals de Royal Society in Londen.
- Bibsys: 90876417
- CiNii: DA1606688X
- Stuttgart Database of Scientific Illustrators 1450–1950: 7191
- Gemeinsame Normdatei: 117550604
- International Standard Name Identifier: 0000 0001 1041 8185
- Library of Congress Control Number: n85818984
- Bibliotheek van het Japanse parlement: 00769062
- Nationale Bibliotheek van Tsjechië: xx0280904
- Nationale Bibliotheek van Israël: 987007261926705171
- Nationale Bibliotheek van Polen: a0000001726590
- Nederlandse Thesaurus van Auteursnamen: 07324323X
- SNAC: w60s0gfc
- Système universitaire de documentation: 145831434
- Trove: 838318
- Virtual International Authority File: 17619643
- WorldCat: E39PBJc7WwTMKyjj8dWvYrJRrq